# The Force (Onslaught)
The Force è il secondo album del gruppo musicale thrash metal britannico degli Onslaught, pubblicato dalla Under One Flag nel 1986.

## Tracce
1. Let There Be Death – 6:41
2. Metal Forces – 6:37
3. Fight with the Beast – 6:01
4. Demoniac – 6:49
5. Flame of the Antichrist – 7:49
6. Contract in Blood – 6:11
7. Thrash 'til the Death – 4:40

Durata totale: 44:48

## Formazione
- Sy Keeler - voce
- Nige Rockett - chitarra solista
- Jase Stallard - chitarra ritmica
- Paul Mahoney - basso
- Steve Grice - batteria